# Rovinná bruska

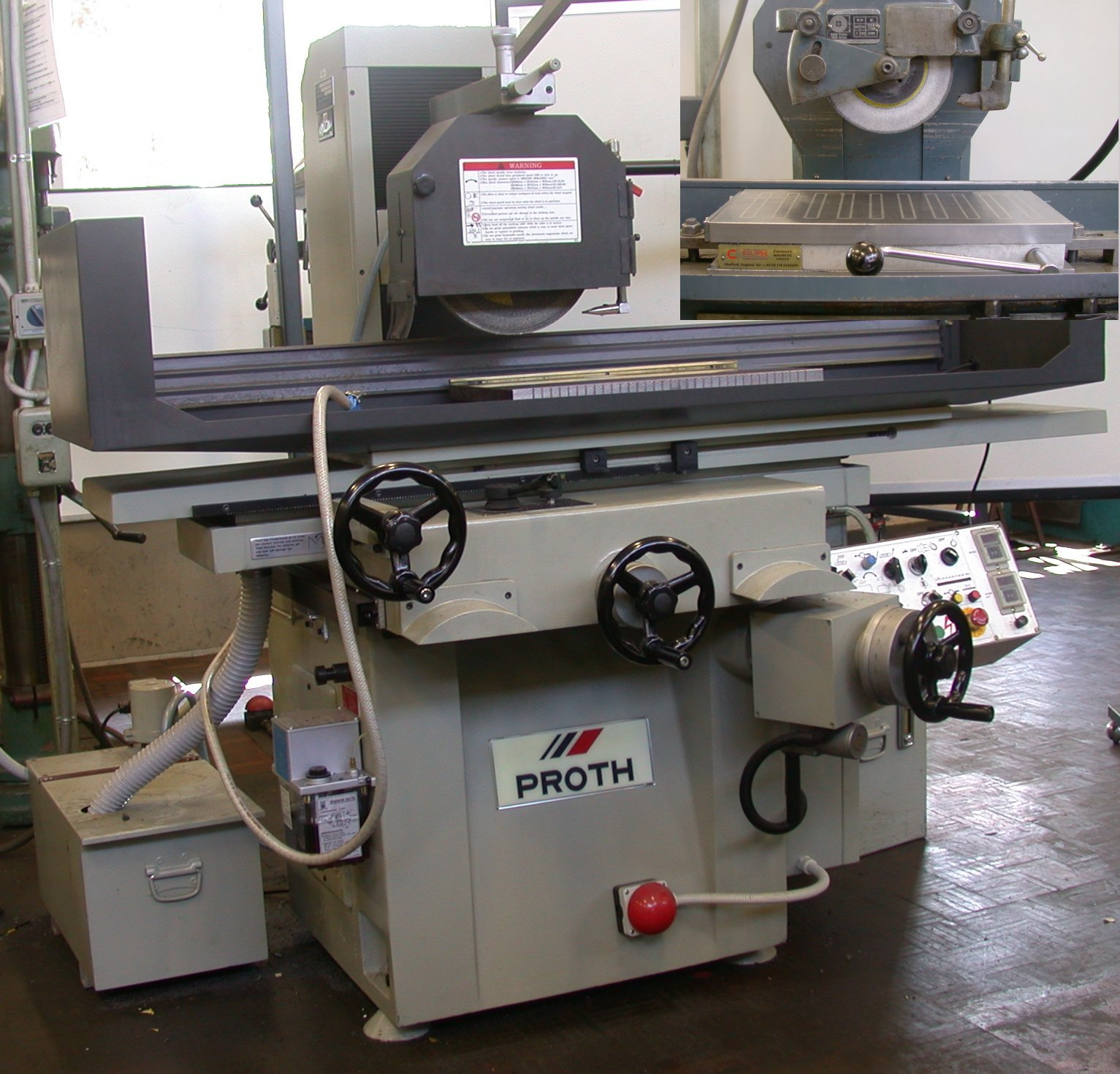
Vodorovná rovinná bruska, vpravo nahoře magnetická upínací deska

Rovinná bruska je stroj na broušení rovinných ploch. Užívá se hlavně při dokončovacích pracích, kdy se z obrobku odebírá malé množství materiálu a obrobek dostává přesný tvar a malou hrubost povrchu. Skládá se ze stojanu s motorem a převodovkou, vodorovného stolu a vřeteníku, který obvykle obstarává svislý posuv kotouče.

## Vodorovná rovinná bruska
Osa vřetene je vodorovná a bruska brousí obvodem plochého brusného kotouče. Stůl, uložený na válečcích, vykonává poměrně rychlý podélný střídavý pohyb (obvykle s hydraulickým pohonem) a v úvratích stolu také příčný posuv. Obrobek je upevněn ke stolu buď upínkami, ve svěráku nebo nejčastěji na magnetickou upínací desku. Ta může být buďto elektromagnetická, anebo s permanentními magnety, které se pákou otočí do pracovní polohy. Při broušení se dosahuje velké přesnosti (běžně až 0,001 mm) a povrchu s malou hrubostí (Ra až 0,025 μm).
Vedle broušení rovinných ploch lze na stroji pomocí tvarového kotouče brousit i velmi složité profily s vysokou přesností a kvalitním povrchem. Další výhoda je v tom, že lze brousit i velmi tvrdé materiály, například kalenou ocel nebo keramiku.
Další velkou výhodou je fakt, že za použití výše uvedeného tvarového kotouče, dorazových měrek (tzv. "Johannsonek"), kolíbky a hlavně tzv. "Sinusového svěráku" , lze vybrušovat předfrézované tvary v několika rovinách najednou, za předpokladu, že byl vzat při frézování hrubého tvaru ohled na technologický přídavek právě pro broušení na všech plochách, zakřiveních a rádiusech, které mají být opracovány broušením.

## Svislá rovinná bruska
Osa vřetene je svislá, brousí se čelem hrncového kotouče nebo hlavou osazenou brusnými kameny – tzv. „mandl“. Svislý přísuv obstarává vřeteník a obrobek je upnut na stole. Stroj může odebírat větší množství materiálu. Povrch je méně kvalitní než u vodorovných rovinných brusek. Protože lze dosáhnout dobré rovinnosti a rovnoběžnosti ploch, využívá se zejména k opracování polotovarů.
Jednoduché jsou svislé stojanové spodní brusky, kde hrncový kotouč je zapuštěný zespodu do nepohyblivého stolu a obrobek se po stole posouvá ručně. Užívá se v kusové a zámečnické výrobě k úpravě povrchu bez velkých nároků na přesnost, zejména začišťování svarů.

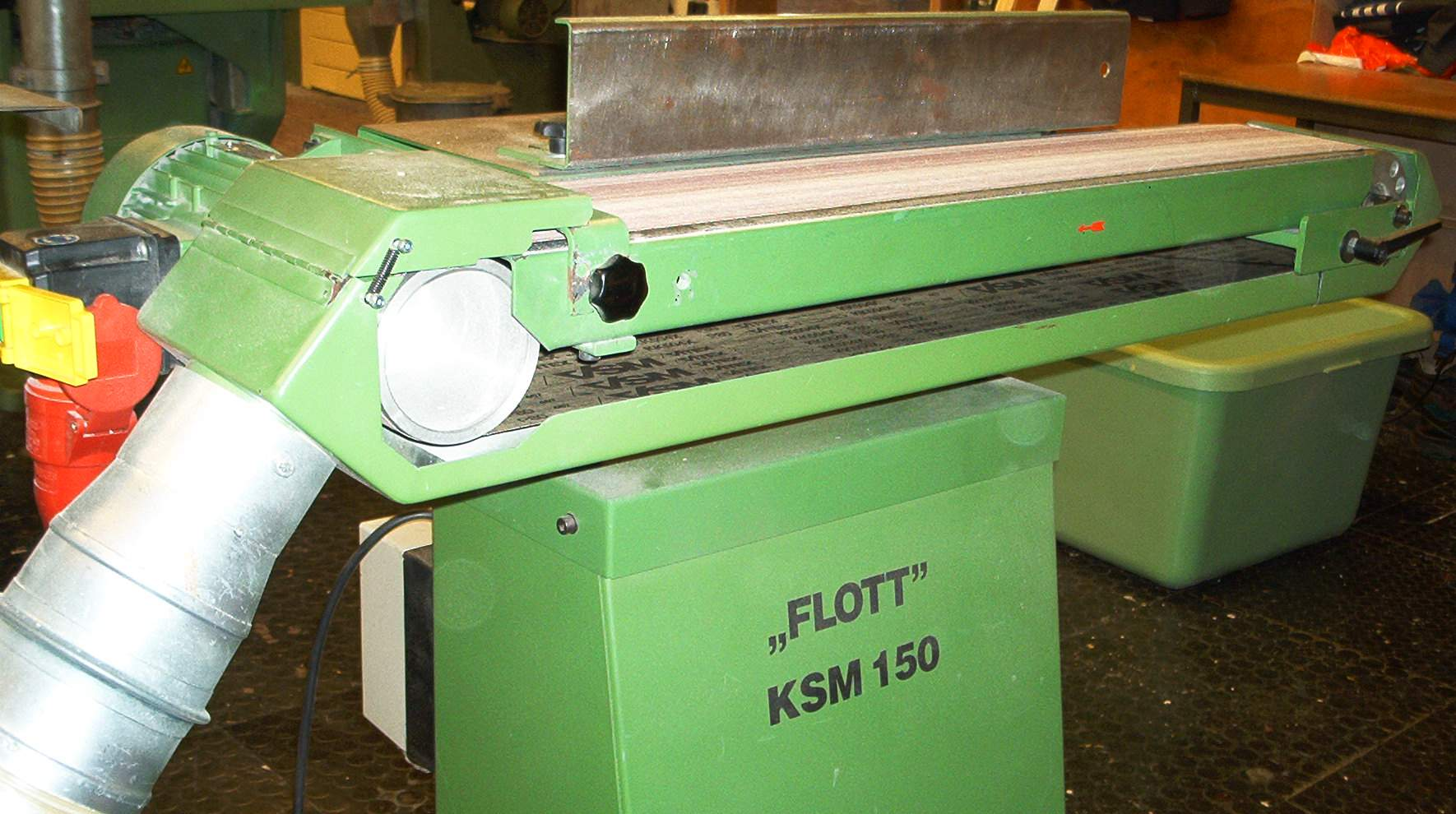
Pásová bruska na dřevo

## Pásová rovinná bruska
Při obrábění dřeva a v poslední době i k broušení rovinných ploch na kovových obrobcích se často používají pásové brusky, které mají vysoký výkon, i když tvarová přesnost je nižší. Pásové brusky na dřevo mají vodorovný pás ve stole a obrobek se posouvá ručně. Při broušení kovů je pás obvykle umístěn na vřeteníku, který obstarává svislý posuv.